# 贈與
贈與（英語：gift）是指財產所有人以自己之財產無償給予他人，經他人允受而生效力之行為。

## 釋義
1.此語可概括為贈送自身財物給予他人，「贈」含有給或予之意。例如：
- 古文中，於《儒林外史》第八回：「今且贈與老先生以為路費，去尋一個僻靜所在安身為妙。」
- 白話文中，贈與可以加上「對象」、「物品」亦可表示「贈送」之意。

2.此語目前多見於稅務或法務上之事務描述。例如：
- 於民法中，稱贈與者，謂當事人約定，一方以自己之財產無償給與他方，他方允受之契約。
- 於稅法中，約略可泛指財產所有人以自己的財產無償送與他人，當事人也同意接受之。
- 另一方式，如果當事人縱使無贈與之名，而有贈與之實意。亦同稅法之贈與。

## 參照
- 贈與稅（Gift tax）